# Velká mešita v Malangu
Velká mešita v Malangu (malajsky Masjid Agung Malang) je mešita ve městě Malang v indonéské provincii Východní Jáva. Mešita, která byla otevřena v roce 1903, se nachází v centru města a jako hlavní mešita je důležitou institucí pro muslimy v Malangu. Kromě náboženských a komunitních aktivit mešita provozuje také vlastní rozhlasovou stanici Medina FM, kterou používá pro svoji daʿwu, což je propagace, vzdělávání, ovlivňování a získávání konvertitů a stoupenců islámu.

## Poloha
Velká mešita v Malangu, hovorově nazývaná Masjid Jami', se nachází v centru města Malang. Je to známkou toho, že náboženství hraje v Malangu velkou roli. Mešita se nachází západně od náměstí (lun Alun Malang) a má dva vchody. Přední vchod směřuje na náměstí a zadní vchod vede přímo do obytné čtvrti (Kampung). Hroby zakladatelů mešity jsou také v areálu mešity za mihrabem.

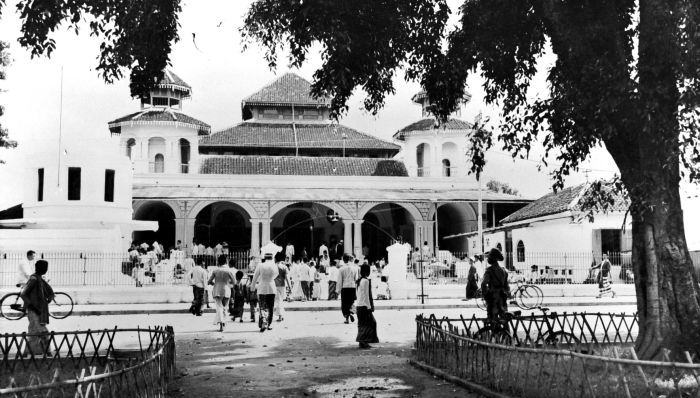
Velká mešita v Malangu v roce 1910

## Dějiny
Malangská velká mešita byla postavena ve dvou fázích. První fáze výstavby začala v roce 1890 a druhá fáze výstavby začala a skončila v roce 1903. Mešita je čtvercové ocelové konstrukce se střechou ve tvaru tajugu. V roce 2000 byla přední strana mešity přestavěna během renovace do současné podoby se dvěma minarety a klenutými střechami. Zadní část mešity byla ponechána v originální podobě, je však skryta za moderní fasádou.

## Architektura
Architektura je kombinací jávského a arabského stylu. Původní jávská architektura je dodnes zachována ve staré části mešity, například střešní konstrukce tajugu, což je tradiční jávská střešní konstrukce. Dvacet dřevěných sloupů uvnitř mešity je typickým jávským konstrukčním prvkem. Arabský styl je vidět na okenních rámech a nově postavené přední části se dvěma minarety a klenutými střechami.
Oblast Velké mešity v Malangu je považována za posvátnou, ale stupeň svatosti je přesněji diferencován na základě výšky podlaží jednotlivých sekcí. Nejvyšším a proto nejposvátnějším bodem mešity je mihráb v modlitební místnosti, který je o 105 cm vyšší než ostatní části.